# Canton de Mauléon
Le canton de Mauléon est une circonscription électorale française située dans le département des Deux-Sèvres et la région Nouvelle-Aquitaine.

## Géographie
Ce canton est organisé autour de Mauléon dans l'arrondissement de Bressuire. 

## Histoire
Le canton s'est appelé « canton de Châtillon-sur-Sèvre » jusqu'en 1965, date de la fusion de Châtillon-sur-Sèvre et Saint-Jouin-sous-Châtillon pour former la commune de Mauléon.
Par arrêté préfectoral du 17 novembre 2015, les communes de Argenton-les-Vallées, de Le Breuil-sous-Argenton, de La Chapelle-Gaudin, de La Coudre, de Moutiers-sous-Argenton et d'Ulcot, fusionnent le 1er janvier 2016 pour former la commune nouvelle d'Argentonnay. Cependant, cette commune nouvelle est partagée entre les cantons de Mauléon et de Bressuire en raison de l'appartenance de la commune déléguée de La Chapelle-Gaudin à ce dernier. Le décret du 7 novembre 2019 entraîne le rattachement complet du territoire de la commune nouvelle d'Argentonnay au canton de Mauléon.
À la suite de la création de plusieurs communes nouvelles, la composition du canton est révisée par un décret du 7 novembre 2019. Le nombre de communes du canton est de 10. Du fait de l'intégration de La Chapelle-Gaudin (canton de Bressuire) dans la commune nouvelle d'Argentonnay, la superficie et la population du canton sont augmentées de celles de cette ancienne commune.

## Représentation

### Conseillers généraux de 1833 à 2015
| Période | Période          | Identité                                                        | Étiquette            | Qualité |
| ------- | ---------------- | --------------------------------------------------------------- | -------------------- | --- |
| 1833    | 1839             | Alexandre Marie Barbot                                          |                      | Propriétaire, maire de Saint-Jouin-sous-Châtillon                                                                             |
| 1839    | 1859 (décès)     | Camille Charles Étienne Chauvin de Lénardière                   | Majorité dynastique  | Propriétaire à Saint-Jouin-sous-Châtillon Maire de Nueil-les-Aubiers Député (1852-1859)                                       |
| 1859    | 1871             | Charles Le Roux                                                 | Majorité dynastique  | Avocat, artiste-peintre Propriétaire à Soulieu Maire de Cerisay Député (1860-1870) Ancien Maire de Corsept (Loire-Inférieure) |
| 1871    | 1880             | Henry Savary de Beauregard                                      | Droite (Légitimiste) | Propriétaire Maire de Montravers (1869-1884)                                                                                  |
| 1880    | 1884 (décès)     | Zacharie Moreau                                                 | Droite               | Ancien conseiller d'arrondissement Maire de Châtillon-sur-Sèvre                                                               |
| 1884    | 1920             | Vicomte Gérard Constantin de Chabot (1854-1928)                 | Conservateur         | Propriétaire - Maire de Saint-Aubin-de-Baubigné, conseiller d'arrondissement                                                  |
| 1920    | 1928             | Henry Savary de Beauregard (1886-1970)                          | Conservateur         | Sous-officier de dragons, propriétaire, maire de Montravers, conseiller d'arrondissement                                      |
| 1928    | 1940             | Joseph Savary de Beauregard (petit-fils de Henry de Beauregard) | Conservateur         | Ingénieur, maire de Montravers (1926-1977) Nommé conseiller départemental en 1943                                             |
|         |                  |                                                                 |                      | |
| 1945    | 1964             | Louis de Chabot (petit-fils de Gérard de Chabot)                | SE                   | Propriétaire à Saint-Aubin-de-Baubigné, ancien conseiller d'arrondissement                                                    |
| 1964    | 1988             | Louis Fruchard                                                  | CD puis UDF-CDS      | Médecin Président du Conseil régional (1986-1988) Maire de Saint-Jouin-sous-Châtillon puis de Mauléon (1965-1989)             |
| 1988    | 1994             | Léon Sourisseau (1926-2018)                                     | DVD puis UDF-CDS     | Agriculteur Maire de La Petite-Boissière (1970-1995)                                                                          |
| 1994    | 2008             | Louis-Marie Marolleau                                           | DVD                  | Principal de collège retraité Maire de Mauléon (1989-2001)                                                                    |
| 2008    | 2009 (démission) | Daniel Amiot                                                    | UMP                  | Retraité Maire de Mauléon (2001-2014) Président de la communauté de communes Delta-Sèvre-Argent                               |
| 2009    | 2015             | Philippe Brémond                                                | DVD                  | Cadre Maire de Nueil-les-Aubiers depuis 2008 Vice-président de la communauté d'agglomération du Bocage bressuirais            |

### Conseillers d'arrondissement (de 1833 à 1940)
Le canton de Châtillon (Mauléon) avait deux conseillers d'arrondissement.
| Période                                  | Période          | Identité                                             | Étiquette            | Qualité |
| ---------------------------------------- | ---------------- | ---------------------------------------------------- | -------------------- | --- |
| 1833                                     | 1842             | Jean-Baptiste Lenfant-Laroche                        |                      | Propriétaire à Saint-Jouin-sous-Châtillon                                                                                                 |
| 1833                                     | 1845             | Auguste Mathurin Roy                                 |                      | Notaire et propriétaire à Châtillon-sur-Sèvre                                                                                             |
| 1842                                     | 1848             | Marie Adolphe Delaguépière (de La Guépière)          |                      | Avoué, propriétaire à Châtillon-sur-Sèvre (maire de 1852 à 1865)                                                                          |
| 1845                                     | 1848             | M. Bellinck                                          |                      | Juge de paix à Châtillon-sur-Sèvre |
|                                          |                  |                                                      |                      | |
| 1883                                     |                  | M. de Cumont                                         | Droite monarchiste   | Président du comité royaliste des Deux-Sèvres                                                                                             |
|                                          | 1884 (démission) | Vicomte Gérard Constantin de Chabot                  | Conservateur         | Propriétaire - Maire de Saint-Aubin-de-Baubigné                                                                                           |
|                                          |                  |                                                      |                      | |
| 1895                                     | 1920             | Henry Savary de Beauregard                           | Monarchiste          | Maire de Montravers suspendu de ses fonctions en 1902 par arrêté préfectoral, en raison de son attitude lors de la laïcisation de l'école |
| 1895                                     | 1919             | Arthur Mingaud                                       | Monarchiste          | Notaire aux Aubiers |
| 1913                                     | 1940             | Jacques Lunel                                        | Libéral              | Notaire, maire de Châtillon-sur-Sèvre |
| 1919                                     | 1937             | Comte Charles du Réau de La Gaignonnière (1877-1946) | Droite               | Propriétaire du château de Bois-Fichet à Mauléon Maire de Saint-Jouin                                                                     |
| 1937                                     | 1940             | Louis de Chabot                                      | Républicain national | Propriétaire à Saint-Aubin-de-Baubigné |
| 1940                                     |                  |                                                      |                      | Les conseils d'arrondissement ont été suspendus par la loi du 12 octobre 1940 et n'ont jamais été réactivés                               |
| Les données manquantes sont à compléter. |                  |                                                      |                      | |

### Conseillers départementaux à partir de 2015
| Période élective | Période élective | Mandat | Mandat   | Identité         | Nuance | Nuance | Qualité                                                                    |
| ---------------- | ---------------- | ------ | -------- | ---------------- | ------ | ------ | -------------------------------------------------------------------------- |
| 2015             | 2021             | 2015   | 2021     | Philippe Brémond |        | LR     | Maire de Nueil-les-Aubiers (2008-2020) 5e vice-président chargé des Routes |
| 2015             | 2021             | 2015   | 2021     | Claire Paulic    |        | LR     | Chargée de mission Première adjointe au maire de Mauléon                   |
| 2021             | 2028             | 2021   | en cours | Philippe Brémond |        | LR     | Conseiller sortant 8e vice-président chargé des Mobilités                  |
| 2021             | 2028             | 2021   | en cours | Claire Paulic    |        | LR     | Conseillère sortante                                                       |

### Résultats détaillés

#### Élections de mars 2015
Lors des élections départementales de 2015, le binôme composé de Philippe Bremond et Claire Paulic (Union de la droite) est élu au premier tour avec 52,21 % des suffrages exprimés, devant le binôme composé de Patrick Biryt et Cécile Hinger (FN) (25,49 %). Le taux de participation est de 51,66 % (8 418 votants sur 16 296 inscrits) contre 50,44 % au niveau départemental et 50,17 % au niveau national.

#### Élections de juin 2021
Le premier tour des élections départementales de 2021 est marqué par un très faible taux de participation (33,26 % au niveau national). Dans le canton de Mauléon, ce taux de participation est de 30,89 % (5 077 votants sur 16 434 inscrits) contre 32,03 % au niveau départemental. À l'issue de ce premier tour, deux binômes sont en ballottage : Philippe Bremond et Claire Paulic (Union au centre et à droite, 65,34 %) et Christian Le Guet et Annie Richard (Union à gauche avec des écologistes, 16,2 %).
Le second tour des élections est marqué une nouvelle fois par une abstention massive équivalente au premier tour. Les taux de participation sont de 34,36 % au niveau national, 31,89 % dans le département et 30,25 % dans le canton de Mauléon. Philippe Bremond et Claire Paulic (Union au centre et à droite) sont élus avec 79,53 % des suffrages exprimés (3 725 voix pour 4 972 votants et 16 435 inscrits),,.

## Composition

### Composition avant 2015
Le canton de Mauléon regroupait 5 communes.
| Nom                           | Code Insee | Codepostal | Superficie (km2) | Population (dernière pop. légale) | Densité (hab./km2) |
| ----------------------------- | ---------- | ---------- | ---------------- | --------------------------------- | ------------------ |
| Mauléon (chef-lieu)           | 79079      | 79700      | 120,64           | 8 354 (2012)                      | 69                 |
| Nueil-les-Aubiers             | 79195      | 79250      | 98,83            | 5 569 (2012)                      | 56                 |
| La Petite-Boissière           | 79207      | 79700      | 12,92            | 652 (2012)                        | 50                 |
| Saint-Amand-sur-Sèvre         | 79235      | 79700      | 32,36            | 1 306 (2012)                      | 40                 |
| Saint-Pierre-des-Échaubrognes | 79289      | 79700      | 28,92            | 1 380 (2012)                      | 48                 |

### Composition depuis 2015
Lors du redécoupage de 2014, le canton de Mauléon comprenait quinze communes entières.
À la suite de la création des communes nouvelles de Saint Maurice Étusson et d'Argentonnay au 1er janvier 2016, ainsi qu'au décret du 7 novembre 2019 rattachant entièrement cette dernière au canton de Mauléon, le canton comprend désormais dix communes entières.
| Nom                             | Code Insee | Intercommunalité         | Superficie (km2) | Population (dernière pop. légale) | Densité (hab./km2) | Modifier                                    |
| ------------------------------- | ---------- | ------------------------ | ---------------- | --------------------------------- | ------------------ | ------------------------------------------- |
| Mauléon (bureau centralisateur) | 79079      | CA du Bocage Bressuirais | 120,64           | 8 585 (2022)                      | 71                 | modifier les données · modifier les données |
| Argentonnay                     | 79013      | CA du Bocage Bressuirais | 117,04           | 3 229 (2022)                      | 28                 | modifier les données · modifier les données |
| Genneton                        | 79132      | CA du Bocage Bressuirais | 27,75            | 306 (2022)                        | 11                 | modifier les données · modifier les données |
| Nueil-les-Aubiers               | 79195      | CA du Bocage Bressuirais | 98,83            | 5 529 (2022)                      | 56                 | modifier les données · modifier les données |
| La Petite-Boissière             | 79207      | CA du Bocage Bressuirais | 12,92            | 625 (2022)                        | 48                 | modifier les données · modifier les données |
| Saint-Amand-sur-Sèvre           | 79235      | CA du Bocage Bressuirais | 32,36            | 1 421 (2022)                      | 44                 | modifier les données · modifier les données |
| Saint-Aubin-du-Plain            | 79238      | CA du Bocage Bressuirais | 14,06            | 561 (2022)                        | 40                 | modifier les données · modifier les données |
| Saint Maurice Étusson           | 79280      | CA du Bocage Bressuirais | 56,81            | 888 (2022)                        | 16                 | modifier les données · modifier les données |
| Saint-Pierre-des-Échaubrognes   | 79289      | CA du Bocage Bressuirais | 28,92            | 1 396 (2022)                      | 48                 | modifier les données · modifier les données |
| Voulmentin                      | 79242      | CA du Bocage Bressuirais | 31,23            | 1 131 (2022)                      | 36                 | modifier les données · modifier les données |
| Canton de Mauléon               | 7907       |                          | 540,56           | 23 671 (2022)                     | 44                 | modifier les données                        |

## Démographie

### Démographie avant 2015
| 1968   | 1975   | 1982   | 1990   | 1999   | 2006   | 2011   | 2012   |
| ------ | ------ | ------ | ------ | ------ | ------ | ------ | ------ |
| 13 501 | 14 276 | 15 037 | 15 764 | 15 394 | 16 404 | 17 086 | 17 261 |

La population repart à la hausse, après une diminution entre 1990 et 1999. Le canton compte 1 010 habitants de plus en 2006 par rapport à 1999, soit 0,9 % d'augmentation par an durant la période. Toutes les communes gagnent des habitants. Mauléon enregistre environ la moitié de la hausse cantonale (+497 hab., +1 %/an). Nueil-les-Aubiers repasse au-delà de 5 000 habitants en gagnant 335 habitants (+1 %/an). Saint-Pierre-des-Échaubrognes est la commune avec la plus forte hausse annuelle, +1,5 %/an et 127 nouveaux habitants.

### Démographie depuis 2015
En 2022, le canton comptait 23 671 habitants, en évolution de +1,57 % par rapport à 2016 (Deux-Sèvres : +0,18 %, France hors Mayotte : +2,11 %).
| 2013   | 2018   | 2022   |
| ------ | ------ | ------ |
| 23 344 | 23 554 | 23 671 |